# Zeland
| System                         | Oddział  | Piętro    | Wiek (mln lat) |
| ------------------------------ | -------- | --------- | -------------- |
| Neogen                         | Miocen   | Akwitan   | młodsze        |
| Paleogen                       | Oligocen | Szat      | 23,03–27,82    |
| Paleogen                       | Oligocen | Rupel     | 27,82–33,9     |
| Paleogen                       | Eocen    | Priabon   | 33,9–37,71     |
| Paleogen                       | Eocen    | Barton    | 37,71–41,2     |
| Paleogen                       | Eocen    | Lutet     | 41,2–47,8      |
| Paleogen                       | Eocen    | Iprez     | 47,8–56,0      |
| Paleogen                       | Paleocen | Tanet     | 56,0–59,2      |
| Paleogen                       | Paleocen | Zeland    | 59,2–61,6      |
| Paleogen                       | Paleocen | Dan       | 61,6–66,0      |
| Kreda                          | Górna    | Mastrycht | starsze        |
| Podział według IUGS, luty 2022 |          |           |                |

Zeland (ang. Selandian)
- w sensie geochronologicznym – drugi wiek paleocenu (era kenozoiczna), trwający około 3 miliony lat (od 61,7 ± 0,2 do 58,7 ± 0,2 mln lat temu). Zeland jest młodszy od danu a starszy od tanetu.

- w sensie chronostratygraficznym – drugie piętro paleocenu, wyższe od danu a niższe od tanetu. Stratotyp dolnej granicy zelandu znajduje się z miejscowości Zumaia, Hiszpania[1].

Nazwa piętra (wieku) pochodzi od regionu na duńskiej wyspie Zelandii.